# Trichoclinocera lapponica
Trichoclinocera lapponica är en tvåvingeart som först beskrevs av Ringdahl 1933.  Trichoclinocera lapponica ingår i släktet Trichoclinocera, och familjen dansflugor. Arten är reproducerande i Sverige.